# Cerro Marahuaca
Le cerro Marahuaca est un sommet qui culmine à 2 832 mètres d'altitude. Il est situé dans l'État d'Amazonas au Venezuela.
Il fait partie du parc national Cerro Duida-Marahuaca.